# Mercedes Santalla
María de las Mercedes Santalla (Juan Lacaze, 16 de febrero de 1959-10 de marzo de 2024) fue una política uruguaya, perteneciente al Movimiento de Participación Popular (MPP) – Espacio 609, del Frente Amplio. Fue representante Nacional por el departamento de Colonia, electa en las elecciones presidenciales de Uruguay de 2014.

## Biografía
Nació y se crio junto a su madre, obrera textil, abuela y hermanas en el barrio Las Casillas de Juan Lacaze, departamento de Colonia. Luego de cumplir 18 años, pasó a trabajar en una fábrica textil e inició su militancia social hasta el inicio de la dictadura cívico-militar.
En épocas de dictadura, se exilió junto a su esposo en Buenos Aires, donde permanecieron 20 años. En Argentina cumplió tareas de militancia relacionadas con el contacto y nucleamiento de uruguayos exiliados, además de desempeñar labores en el ámbito privado. En el exilio nacieron sus tres hijas: Ana Laura, Eugenia y Clara.
A su retorno a Uruguay en 2002 se inserta nuevamente en la militancia política de su Juan Lacaze natal y en 2003 comienza su militancia en el Movimiento de Participación Popular (MPP).
En 2005 es propuesta y avalada por el Plenario Departamental del Frente Amplio como candidata suplente a la Intendencia de Colonia junto a Rubén «Negro» Martínez. En el año 2006 es designada Vicepresidenta del Frente Amplio departamental y comienza a integrar la Dirección Departamental, el Regional Interior y el Ejecutivo Departamental del MPP. En 2007, el Plenario Departamental frenteamplista la designa segunda Vicepresidenta. 
En las elecciones nacionales de octubre de 2009 es electa Representante Nacional suplente integrando la fórmula encabezada por Mario Perrachón como titular. En ese mismo año asume la Presidencia del Frente Amplio departamental. En 2010 asume, por medio de un Plenario del Frente Amplio, la presidencia departamental de la coalición de izquierdas hasta el 2012, cuando se decide que la designación del Presidente sea a padrón abierto. A raíz de su labor en el Parlamento Nacional, en el año 2012 participa como legisladora en la Comisión de Población y Desarrollo de la Cámara de Representantes, función que ejerce hasta la actualidad. Desde 2013, es integrante titular de la Dirección Nacional del MPP - Espacio 609.
El domingo 26 de octubre de 2014 se celebraron las Elecciones Nacionales y Santalla resultó elegida Representante Nacional por el departamento de Colonia con 14.691 votos, el 42% de los sufragios emitidos para el Frente Amplio. De esta manera, a partir del 15 de febrero de 2015 se convirtió en la primera mujer legisladora titular de la historia que representa al departamento de Colonia en el Parlamento Nacional.